# The Mask (film)
 For alternative betydninger, se The Mask. (Se også artikler, som begynder med The Mask)
Masken eller The Mask (originaltitel) er en amerikansk action/komedie film fra 1994 med Jim Carrey (Stanley Ipkiss/The Mask), Cameron Diaz (Tina Carlyle), Peter Riegert (Lt. Kellaway) og Amy Yasbeck (Peggy Brandt). Filmen er instrueret af Chuck Russel og produceret af New Line Cinema.

## Handling
Den handler om den uheldige og undertrykte Stanley Ipkiss som finder en magisk maske som gør ham til en tegnefilmsagtig fyr med et grønt hoved. Han kan gøre alting og være alting og han er vildt karismatisk og kan score alle damer. Men med maskens magiske kræfter er der andre der er ude efter den. Stanley har også en hund der hedder Milo.

## Idéen bag
Masken, som figur, er inspireret af gamle Tex Avery og Chuck Jones tegnefilm, hvilket kraftigt kan ses i en scene på "Coco Bonco klubben". Derudover er filmen baseret på en tegneserie af samme navn; The Mask.
Senere er der kommet en tegnefilms-serie (The Mask) med Rob Paulsen som Maskens stemme på engelsk, og Peter Zhelder på dansk. Serien hed også The Mask.

## Medvirkende
- Jim Carrey - Stanley Ipkiss/The Mask
- Peter Riegert - Lt. Mitch Kellaway
- Peter Greene - Dorian Loki Tyrell
- Cameron Diaz - Tina Carlyle
- Orestes Matacena - Niko
- Richard Jeni - Charlie Schumaker
- Amy Yasbeck - Peggy Brandt
- Ben Stein - Dr. Arthur Neuman
- Reginald E. Carthey - Freeze
- Denis Forest - Sweet Eddy
- Nancy Fish - Mrs. Peenman